# Marjolein de Jong (atlete)
Marjolein de Jong (Tilburg, 12 juni 1981) is een Nederlandse voormalige atlete uit Alkmaar. Op het onderdeel 400 m horden werd ze zevenmaal Nederlands kampioene. Ook op de 400 m en de 800 m veroverde ze nationale titels.

## Biografie

### Van ballerina tot hordeloopster
De Jong begon al op zevenjarige leeftijd met sport. Ze deed tien jaar aan klassiek ballet, acht jaar aan tennis en zeven jaar aan schaatsen. Op haar zestiende sloot ze zich aan bij atletiekvereniging AV Hylas. Hier deed ze in eerste instantie de meerkamp, maar stapte later over op de 100 m, 200 m en vanaf 1999 op de 400 m horden. Op dit laatste nummer beleefde zij een jaar later haar grote doorbraak. In een paar maanden tijd verbeterde Marjolein de Jong zich van 62,19 naar 56,26, een nieuw nationaal jeugdrecord. Zij haalde op dit nummer bij zowel de A-meisjes als de vrouwen alle nationale titels binnen die er te veroveren vielen. En als klap op de vuurpijl won De Jong in 2000 op de 400 m horden een zilveren medaille op de wereldkampioenschappen voor junioren van 2000 in het Chileense Santiago. Met een zeer goede tijd van 56,50 eindigde ze achter de Australische Jana Pittman (56,27) en voor de Jamaicaanse Melaine Walker (56,96). In de eraan voorafgaande series had De Jong haar eigen Nederlandse jeugdrecord reeds aangescherpt tot 56,26.

### Het grote werk
Logisch dus dat Marjolein de Jong, inmiddels overgestapt naar Phanos, in het jaar dat volgde, haar eerste seniorenjaar, direct twee pijlen op haar boog had: de Europese kampioenschappen voor atleten onder 23 jaar in het Olympisch Stadion in Amsterdam en vervolgens het echte grote werk: de wereldkampioenschappen in Edmonton. 'Waarom niet? (..) Ik sta graag voor onhaalbare doelen. De limiettijd voor Amsterdam motiveert me niet. Die 55,20 voor Edmonton is de uitdaging die ik zoek', aldus De Jong in mei 2001. Ze had aan het begin van het jaar haar indoortitel op de 400 m verlengd, was vervolgens bij de FBK Games op dezelfde afstand mét hindernissen naar een derde plaats in 56,95 gesneld en prolongeerde in juli op de NK in Tilburg haar titel op deze afstand in, naar later zou blijken, haar snelste tijd van het jaar: 56,87.
Op de EK onder 23 jaar in Amsterdam viel ze met een vierde plaats in 57,26 net buiten de medailles. 'Mijn grotere snelheid werkt dit jaar tegen me', aldus De Jong, die ook moeite had met de wind en de regen die op haar eigen baan een zware race veroorzaakten. 'Ik kom te dicht op de hordes uit'. Overigens bestond bij trainer Wil Westphal het vermoeden, dat er tijdens deze finale met de plaats van de horden iets niet in orde was. Dit leidde aanvankelijk tot een hoogoplopend conflict met de Atletiekunie. Pas begin 2002 zou de KNAU erkennen, dat Westphals vermoeden inderdaad juist was geweest: in Marjolein de Jongs baan hadden enkele horden op de verkeerde afstand gestaan. Hoe dan ook, de WK in Edmonton ging aan haar neus voorbij en toen zij van de noodzakelijke inentingen voor deelname aan de universiade in Peking zo doodziek werd, dat zij veertien dagen lang niet kon trainen, werd ze gedwongen om zich hiervoor eveneens af te melden. Tot overmaat van ramp kreeg ze in november ook nog een tijdje last van een heupblessure. En zo eindigde 2001 in mineur.

### Opgaande lijn
In 2002 leek alles echter weer onder controle. Na een goed trainingskamp in Zuid-Afrika veroverde De Jong op de Nederlandse indoorkampioenschappen in Gent de titel op de 400 m in 54,36. Bij de eerste baanwedstrijd van het seizoen, de Ter Specke Bokaal in Lisse, won ze vervolgens de incourante 300 m en de 400 m horden (58,30), daarna bij de Trigallez recordwedstrijden in Hoorn de 400 m vlak (55,06), waarna ze bij de FBK Games op de 400 m horden de klokken liet stilstaan op 57,28, om er ten slotte tijdens de wedstrijden om de Gouden Spike in Leiden op dit nummer 57,16 van te maken. Daarnaast liep ze er een 400 m zonder horden in 54,08. Op de NK in Sittard behaalde ze op beide nummers de titel. Bovendien mocht De Jong Nederland ook nog eens gaan vertegenwoordigen op de Europese kampioenschappen in München. In het begin van haar serie was er nogal sprake van regen en tegenwind. Uiteindelijk behaalde ze de vijfde plaats, in overigens wel haar beste jaartijd: 57,00.
Al met al waren Marjolein de Jong en haar trainer niet tevreden. De op basis van haar trainingsarbeid verwachte progressie bleef uit. Beiden gingen op zoek naar de oorzaak van het gebrek aan kracht en uithoudingsvermogen dat De Jong vertoonde. Bij de achtste horde, als ze moest omschakelen van een vijftienpas- in een zestienpas-ritme, kostte het haar te veel kracht en moeite om het pasritme hoog te houden. 'Ik kreeg ook nog eens een hele onregelmatige menstruatie en ook tijdens het EK heeft me dat parten gespeeld', aldus Marjolein de Jong in een interview in september 2002. Een algemeen lichamelijk onderzoek door sportarts Peter Vergouwen bracht aan het licht, dat er sprake was van een sterk ijzergebrek en een te laag vetpercentage. 'Hij legde uit dat ik door die lichamelijke problemen te weinig van het vrouwelijk opbouwhormoon aanmaak. Daardoor hebben de trainingen geen effect. Er vindt gewoon geen opbouw plaats.' Op een enkel lokaal wedstrijdje na hield De Jong het daarna voor de rest van het seizoen voor gezien. In eerste instantie was het zaak om de zinnen wat te verzetten, waarna in het najaar een rustige opbouw via duurloopwerk de batterij weer langzaam maar zeker zou moeten opladen.

### Pech
Nieuwe pech verstoorde echter ook dit plan. In november 2002 sloeg het noodlot opnieuw toe. Tijdens loopsprongen struikelde ze over een pionnetje. 'Ik zwikte door mijn linkervoet en ik landde raar op mijn rechterknie. Nou, mijn enkel werd meteen dik en in het ziekenhuis bleek de enkelband gescheurd te zijn. Ik heb een paar dagen met gips gelopen, maar die knie voelde ook nog steeds niet lekker. Ik kon hem niet buigen of strekken en na drie weken was hij nog steeds dik. (..) Na een MRI-scan begin december kreeg ik dramatisch nieuws te horen. Mijn voorste kruisband leek afgescheurd, het bot was gekneusd en er waren problemen met mijn kraakbeen en mijn meniscus.' Gelukkig bleek de werkelijkheid minder erg. 'Bij een kijkoperatie bleek een kwart van de kruisband afgescheurd en dat stukje zat precies in het kniegewricht. De chirurg heeft het verwijderd en ik kon al snel beginnen met wat revalidatietrainingen.' Een extra lang trainingskamp in het Zuid-Afrikaanse Stellenbosch, begin 2003, zorgde er vervolgens voor, dat de Phanos-atlete met hernieuwde moed het komende baanseizoen tegemoet dacht te kunnen treden. Helaas kwam in maart een stressfractuur in haar linkerbeen aan het licht. Opnieuw trok ze naar Stellenbosch om daar van de volgende vervelende blessure te herstellen.
De inmiddels opgelopen trainingsachterstand liet zich niet zomaar wegpoetsen. Op de NK in juli 2003 kwam De Jong dan ook niet verder dan een tweede plaats op de 400 m horden en een derde op de 400 m vlak. 'Ik heb geen tempo uithoudingsvermogen en dat breekt me in de laatste 100 meter op', analyseerde de juniorenrecordhoudster op de 400 m horden. (..) 'Ik zie de NK als een beginnetje. Aan het eind van het seizoen hoop ik een stuk sneller te kunnen lopen.'
Vanaf mei was ze begonnen nog iets van de gemiste winteropbouw goed te maken, maar het gewenste effect bleef uit. 'Ik miste de opbouw, had veel te weinig basis. Eigenlijk sloeg het gewoon helemaal nergens op. Daarbij kreeg ik ook weer last van mijn voet. Met een technetium-scan bleek dat ik heel wat donkere plekjes in mijn voet had. Ik zat tegen een stressfractuur aan. Toen ben ik acuut gestopt', aldus De Jong aan het eind van het baanseizoen. Ze besefte dat ze achter de feiten aan liep, brak haar trainingen af, deed een tijdje niets en begon pas medio september voorzichtig met de opbouw voor 2004, zonder zichzelf al te veel verplichtingen op te leggen.

### Nieuwe moed in olympisch jaar 2004
Aan het begin van het seizoen 2004 was Marjolein de Jong weer helemaal terug. Op de eerste wedstrijd de beste, de Ter Specke Bokaal, begin mei in Lisse, gaf ze al acte de présence. Haar 58,28 op de 400 m horden stemde tot tevredenheid. 'Ik was vooral heel tevreden over het feit dat ik zeven hordes in 15-pas heb gelopen. Ik heb dat ooit één keer eerder gedaan. Bij het EK in München.' Later die middag liep ze ook nog eens een goede 400 m zonder horden in 54,25. Met inmiddels zeven extra kilo’s aan het ranke sportlijf had ze olympische kwalificatie (55,30 over de 400 m horden) dan ook hoog op de agenda staan.
Maar nieuwe problemen dienden zich al gauw weer aan. Een kapotgegaan stukje weefsel in de hiel had zich daar inmiddels ingekapseld en zou waarschijnlijk ooit operatief moeten worden verwijderd. Het belette haar niet om in juni bij de wedstrijden om de Gouden Spike in Leiden op de 400 m horden een alleszins bevredigende 58,39 te laten noteren. Ook op de NK in Utrecht zag het er met twee titels (400 m in 53,60 en 400 m horden in 57,36) weer erg goed uit. Maar het nog te dichten gaat met de olympische limiet bleek te groot. Op 31 juli deed ze bij de Nacht van Hechtel een ultieme poging om zich te kwalificeren. Haar 56,84 was haar snelste tijd van het jaar, maar de Spelen in Athene bleken een brug te ver. En daarmee viel een droom in duigen.

### WK-prestatie biedt nieuwe perspectieven
Het eerstvolgende belangrijke kampioenschap, de WK van 2005 in Helsinki, werd hierna De Jongs doel om na te streven en dát werd wel gehaald. Ze kwam er tot de halve finale, waarin ze met een tijd van 55,92 (de dertiende tijd in totaal) voor de finale werd uitgeschakeld. In het eraan voorafgaande seizoen was ze eerst verrassend nationaal indoorkampioene geworden op de 800 m in een zeer goede 2.04,20 vóór de kampioene van het jaar ervoor, Lotte Visschers. Vervolgens had ze bij de wedstrijden om de Gouden Spike de 400 m horden gewonnen in 56,57 en daarna bij de Keien Meeting in Uden haar PR op de 400 m horden omlaag gebracht tot 56,07. Opmerkelijk genoeg evenaarde ze enkele weken later bij de Nederlandse kampioenschappen deze tijd tot op de honderdste seconde nauwkeurig, waarna ze er veertien dagen later in Thessaloniki eerst 55,83 van maakte, om er bij een volgende gelegenheid in Breda met 55,64 opnieuw bijna twee tiende vanaf te halen. Haar tijd in Helsinki was dus haar op twee na snelste ooit. Voeg daarbij de 55,89 die zij eind augustus, veertien dagen na Helsinki, op de Memorial Van Damme in Brussel realiseerde, en Marjolein de Jong kon terugzien op een periode, waarin zij binnen anderhalve maand viermaal binnen de 56 seconden was gebleven. Het bleek het beste seizoen uit haar carrière.

### Teruggeworpen
In de jaren erna bleek het doorbreken van de 56-secondengrens een utopie. De Jong werd in 2006 nog wel weer Nederlands kampioene, maar haar winnende 56,72 haalde het niet bij haar tijden uit 2005. En in 2007 werd ze op de NK indoor in Gent derde op de 800 m in 2.10,81, maar dat was zo ongeveer het laatste wapenfeit van het jaar. Fysieke tegenslagen en een weinig succesvolle verandering van trainingsaanpak hadden de Alkmaarse inmiddels ver teruggeworpen.

### Comeback
Eind augustus 2007 vond de omslag plaats. Orthopeed Van der Hoeven wist een kapotte pees in De Jongs rechter knieholte, die tot chronische knieklachten had geleid, succesvol te behandelen. Een lange periode van revalidatie volgde, maar na een goede overwintering had Marjolein de Jong voldoende moed verzameld om er in 2008 weer eens flink tegenaan te gaan. Na een Zuid-Afrikaans trainingskamp in Potchefstroom durfde ze de confrontatie weer aan, zij het dat zij zich op de NK indoor nog beperkte tot de 800 m, waarop ze achter Yvonne Hak tweede werd in 2.12,03.
In mei begon De Jong aan het outdoorseizoen met het plan om vooral veel wedstrijden te lopen. "Want ik moest weer ontdekken wat de 400 meter horden precies inhield." Dat deed ze kennelijk met iets te veel enthousiasme, want ze raakte prompt oververmoeid. Bovendien speelden in de aanloop naar de nationale baankampioenschappen haar astmatische klachten dusdanig op, dat haar longarts haar een Prednisonkuur van tien dagen voorschreef. De dag vóór de Nederlandse kampioenschappen was die pas afgelopen, waardoor ze de dagen erna last had van ontwenningsverschijnselen. "Gelukkig liep ik zaterdag in de serie in mijn eentje al naar 56,65 seconden. Daarmee viel er een last van mijn schouders af en durfde ik in de finale ook extra scherp van start te gaan." Het resulteerde in 55,86, haar derde snelste tijd ooit en slechts 0,56 seconden verwijderd van de limiet voor de Olympische Spelen in Peking. In één klap was Marjolein de Jong weer een serieuze kandidate voor kwalificatie. 'Ik ben in ieder geval blij dat ik het nog kan', was haar reactie na afloop.
De vreugde was van korte duur. In de weken na de NK voelde De Jong zich steeds beroerder en liepen haar prestaties terug. Totdat medio juli bronchitis werd vastgesteld. Het betekende dat ze voorlopig vooral zou moeten rusten en aan sporten niet hoefde te denken. Vóór eind augustus zou ze in elk geval niet terug kunnen keren in een wedstrijd. Dat deed de op een kier staande deur naar Peking direct weer dicht.
Begin 2010 kondigde Marjolein de Jong haar afscheid als topsportster aan. De Alkmaarse atlete stelde al langere tijd te hebben getwijfeld over de zware combinatie van topsporten, studie en werk. Bovendien had ze vaak met blessures en gezondheidsproblemen te kampen gehad. De aangekondigde bezuinigingen bij de Defensie Topsport Selectie, waarvan zij deel uitmaakt, waardoor zij in september 2010 haar topsportvoorzieningen kwijt zou raken, hebben haar doen besluiten om de knoop door te hakken.

### Studie en werk
In 1999 behaalde De Jong cum laude het gymnasium. Daarna studeerde ze psychologie aan de Universiteit van Amsterdam. Omdat ze op deze universiteit haar studie en topsport niet kon combineren, stapte ze over naar de Vrije Universiteit van Amsterdam. In januari 2006 studeerde ze cum laude af in de richting Klinische psychologie. Sindsdien werkt ze als psycholoog bij de afdeling Individuele Hulpverlening van de Koninklijke Landmacht.

## Nederlandse kampioenschappen
Outdoor
| Onderdeel    | Jaar                                     |
| ------------ | ---------------------------------------- |
| 400 m horden | 2000, 2001, 2002, 2004, 2005, 2006, 2008 |
| 400 m        | 2002, 2004                               |

Indoor
| Onderdeel | Jaar             |
| --------- | ---------------- |
| 400 m     | 2001, 2002, 2004 |
| 800 m     | 2005             |

## Persoonlijke records
Outdoor
| Onderdeel    | Prestatie | Datum            | Plaats    |
| ------------ | --------- | ---------------- | --------- |
| 300 m        | 38,89 s   | 4 mei 2002       | Lisse     |
| 400 m        | 52,96 s   | 5 september 2004 | Hilversum |
| 800 m        | 2.08,08   | 20 mei 2005      | Nijmegen  |
| 400 m horden | 55,64 s   | 20 augustus 2005 | Breda     |

Indoor
| Onderdeel | Prestatie | Datum            | Plaats |
| --------- | --------- | ---------------- | ------ |
| 400 m     | 54,05 s   | 21 februari 1994 | Gent   |
| 800 m     | 2.04,20   | 19 februari 2005 | Gent   |

## Palmares

### 200 m
- 2005:  Trigallez Recordwedstrijden - 24,59 s
- 2005:  Rob Druppers Meeting, Utrecht - 23,96 s

### 300 m
- 2001:  Ter Specke Bokaal - 38,09 s
- 2002:  Ter Specke Bokaal - 38,89 s
- 2006:  Ter Specke Bokaal - 38,75 s

### 400 m
- 2001:  NK indoor - 54,31 s
- 2001:  Trigallez Recordwedstrijden - 53,34 s
- 2001: 6e Europacup landenteams, Boedapest - 54,16 s
- 2001:  Arena Games, Hilversum - 53,78 s
- 2002:  NK indoor - 54,36 s
- 2002:  Trigallez Recordwedstrijden - 55,06 s
- 2002:  NK - 54,27 s
- 2003:  Papendal Games - 55,39 s
- 2003:  NK - 55,79 s
- 2004:  NK indoor - 54,05 s
- 2004:  Ter Specke Bokaal - 54,25 s
- 2004:  NK - 53,60 s
- 2004:  Track Meeting, Breda - 54,13 s
- 2004:  Arena Games - 52,96 s

### 800 m
- 2005:  NK indoor - 2.04,2
- 2007:  NK indoor - 2.10,81
- 2008:  NK indoor - 2.12,03
- 2009:  NK indoor - 2.09,62

### 200 m horden
- 2000:  Arena Games - 27,31 s
- 2001:  Arena Games - 27,71 s
- 2004:  Arena Games - 26,71 s

### 400 m horden
- 2000:  Gouden Spike - 58,98 s
- 2000:  Ned. Studenten Kamp., Groningen - 60,63 s
- 2000:  Keien Meeting, Uden - 59,70 s
- 2000:  NK - 59,72 s
- 2000:  WJK - 56,50 s
- 2001:  Ter Specke Bokaal - 58,52 s
- 2001:  Trigallez Recordwedstrijden - 57,73 s
- 2001:  FBK Games - 56,95 s
- 2001:  Europacup landenteams - 59,14 s
- 2001:  - NK - 56,87 s
- 2001: 4e EK U23 in Amsterdam - 57,26 s
- 2001:  Rob Druppers Meeting - 57,39 s
- 2002:  Ter Specke Bokaal - 58,30 s
- 2002: 5e FBK Games - 57,28 s
- 2002:  NK - 58,67 s
- 2002: 5e in serie EK - 57,00 s
- 2003:  Keien Meeting - 60,81 s
- 2003:  NK - 59,82 s
- 2004:  Ter Specke Bokaal - 58,28 s
- 2004:  Gouden Spike - 58,38 s
- 2004:  NK - 57,36 s
- 2004:  Rob Druppers Meeting - 57,05 s
- 2004:  Track Meeting, Breda - 59,73 s
- 2005:  Trigallez Recordwedstrijden - 57,07 s
- 2005:  Twente Atletiek, Hengelo - 57,46 s
- 2005:  Gouden Spike - 56,57 s
- 2005:  Keien Meeting - 56,07 s
- 2005:  NK - 56,07 s
- 2005: 6e in ½ fin. WK - 55,92 s
- 2005:  Track Meeting - 55,64 s
- 2006:  Ter Specke Bokaal - 58,30 s
- 2006:  LTB-Recordwedstrijden, Hoorn - 58,47 s
- 2006:  Keien Meeting - 58,34 s
- 2006:  NK - 56,72 s
- 2008:  Ter Specke Bokaal - 57,61 s
- 2008:  NK - 55,86 s
- 2008:  Mondo Keien Meeting - 57,77 s

### 4 x 400 m
- 2001: 6e EK U23 in Amsterdam - 3.37,33[14]

## Onderscheidingen
- KNAU jeugdatlete van het jaar (Fanny Blankers-Koen plaquette) - 2000
- Sportvrouw van Amsterdam  - 2002[15]